# Patrick Fissot
Pour les articles homonymes, voir Fissot.
 (septembre 2018).

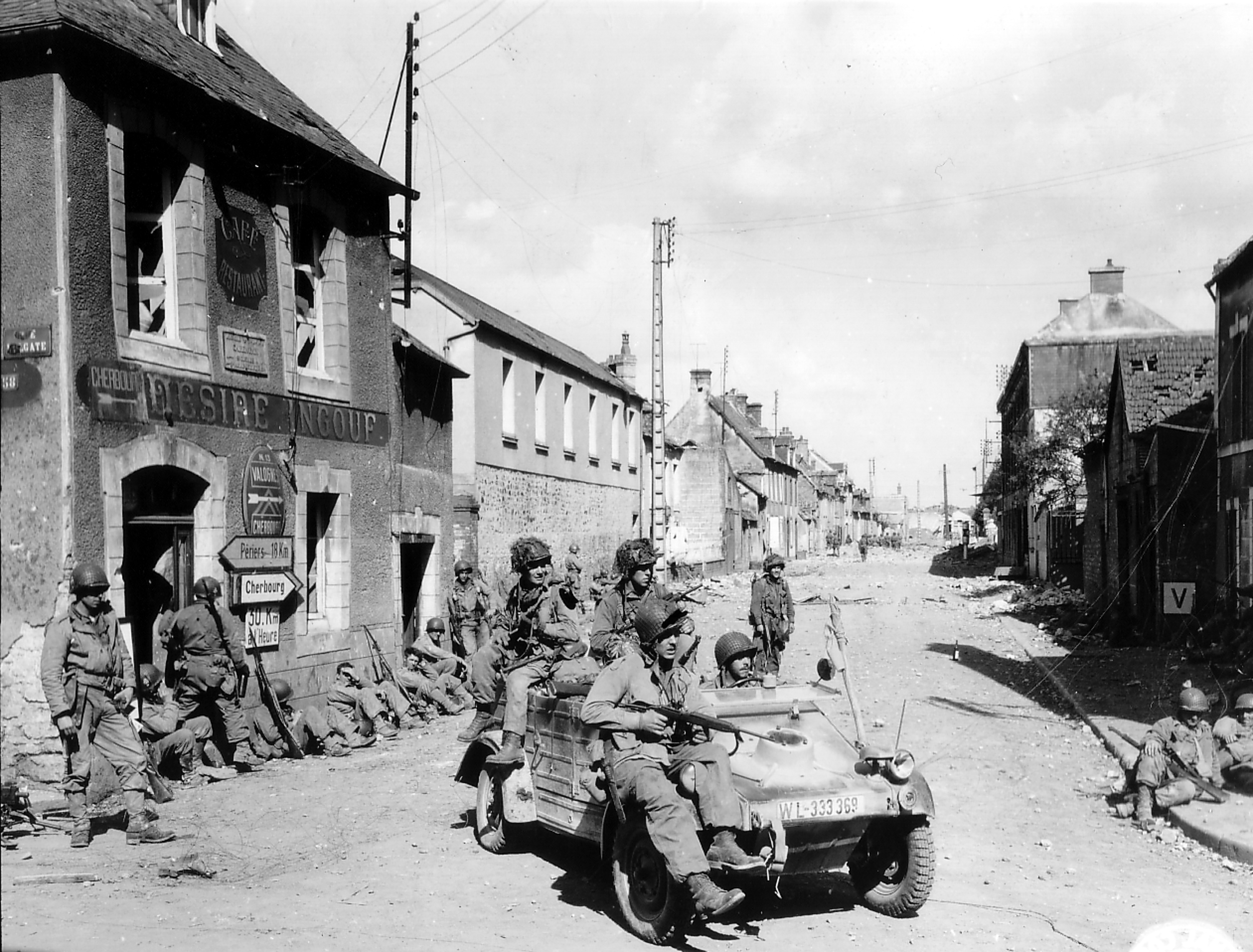
Des troupes américaines dans les rues de Carentan en 1944.

Patrick Fissot (né le 8 mai 1971) est un professeur d'histoire français, auteur d'ouvrages sur les deux conflits mondiaux. 
Il s'intéresse notamment à l'histoire de la Manche durant la Première guerre mondiale et à la bataille de Normandie,. Il est, dans cette optique, le cofondateur d'un musée consacré au débarquement et à la bataille des Haies situé à Catz (le Normandy Victory Museum) et l'instigateur de nombreuses initiatives mémorielles ayant trait à cette période de l'Histoire.  
Il enseigne parallèlement l'histoire et la géographie au lycée Sivard-de-Beaulieu, à Carentan-les-Marais.  
Le 31 décembre 2020, il est décoré de l'ordre national du Mérite, au rang de chevalier.

## Ouvrages
(septembre 2018).
- 2008 : Les Manchois dans la Grande Guerre, en collaboration avec Arnaud Digard et René Gautier, qui contient un recensement complet des victimes manchoises de la Première guerre mondiale[6]
- 2014 : À nos poilus. Centenaire de la Grande Guerre 1914-1918, de Roger Delarocque et Éric Coisnard ; auteur de la préface[7].
- 2014 : D-Day, 70 jours pour libérer la Manche, en collaboration avec Arnaud Digard et Marion Caratini[8]
- 2015 : Victory, 335 jours pour libérer l'Europe, en collaboration avec Arnaud Digard et Marion Caratini[9]
- 2024 : La guerre des haies, deux mois dans l'enfer du bocage normand, en collaboration avec Nicholas Bellée et Aurélien Baudouin, éditions OREP, Bayeux.

## Sources et références
1. ↑  Notice de la BnF
2. ↑  « Patrick Fissot - Auteur - Ressources de la Bibliothèque nationale de France », sur data.bnf.fr (consulté le 23 septembre 2018)
3. ↑  « Patrick Fissot | bigred1editions.com », sur www.bigred1editions.com (consulté le 23 septembre 2018)
4. ↑  « Dans la Manche, le Normandy Victory Museum vous propose de découvrir l'histoire autrement », sur actu.fr (consulté le 3 août 2019)
5. ↑  « Des lycéens de Carentan partent aux États-Unis à la rencontre des vétérans de la Seconde Guerre mondiale », sur France Bleu, 7 mars 2019 (consulté le 29 août 2019)
6. ↑  « Les Manchois dans la Grande Guerre | bigred1editions.com », sur www.bigred1editions.com (consulté le 24 septembre 2018)
7. ↑  « Le livre À nos poilus sortira le 11 novembre », sur Ouest-France.fr, 31 octobre 2014 (consulté le 3 août 2019)
8. ↑  OREP, « OREP Éditions - Ouvrage », sur www.orepeditions.com (consulté le 24 septembre 2018)
9. ↑  OREP, « OREP Éditions - Ouvrage », sur www.orepeditions.com (consulté le 24 septembre 2018)